# ドンヘラデール
ドンヘラデール（オランダ語: Dongeradeel、オランダ語: [ˈdɔŋəraːˌdeːl] ( 音声ファイル)、西フリジア語: Dongeradiel  発音）は、オランダ北部のフリースラント州にかつて存在した基礎自治体（ヘメーンテ）。2019年、フェルウェルデラディールおよびコルメルラント・エン・ニーウクロイスラントと合併し、新たにノアルトエアスト＝フリースランとなった。

## 歴史
1984年、それまでのウェストドンヘラデール、オーストドンヘラデール、ドックムの各ヘメーンテが合併し発足した。

## 地区
| - アールスム (Aalsum) - アニュム (Anjum) - ボルンウィルト (Bornwird) - ブラントフム (Brantgum) - ドックム (Dokkum) - エー (Ee) - エンフウィエルム (Engwierum) - ファウトフム (Foudgum) - ハントゥム (Hantum) - ハントゥメロイトブーレン (Hantumeruitburen) - ハントゥムホイゼン (Hantumhuizen) - ヒアウレ (Hiaure) - ホルウェルト (Holwerd) - ヤウスウィール (Jouswier) - リウッセンス (Lioessens) - メトスラウィール (Metslawier) - モッデルハト (Moddergat) - モッラ (Morra) - ネス (Nes) | - ニアウィール (Niawier) - オーステルネイケルク (Oosternijkerk) - オーストマホルン (Oostmahorn) - オーストルム (Oostrum) - パエセンス (Paesens) - ラールト (Raard) - テルナールト (Ternaard) - ワークセンス (Waaxens) - ウェトセンス (Wetsens) - ウィールム (Wierum) |

旧ドンヘラデール市の地形図（2015年6月時点）

## ゆかりの人物
- リツケ・イェルメラ（1383年 - 1450年）フリース人の族長。アーメラントを支配した
- ヨハネス・フォキリデス・ホルワルダ（1618年 - 1651年） フリース人の天文学者、医師、哲学者
- ハンス・ウィレム・ファン・アイルファ（1633年ごろ - 1691年） 兵士
- バルタザル・ベッケル（1634年 - 1698年） 聖職者。哲学や神学の著書で迷信を批判した
- ニーンケ・ファン・ヒクトゥム（1860年 - 1939年） フリース系オランダ人の児童文学作家
- ウィレム・ファン・デル・ワウデ（1876年 - 1974年） 数学者
- マインダート・ディヤング（1906年 - 1991年） オランダ系アメリカ人の児童文学作家
- ラウ・デイクストラ（1909年 - 1964年） スピードスケート選手。ベルリンオリンピックに出場した
- テオ・ヒッデマ（1944年 - ） 政治家
- シベ・I・リスペンス（1969年 - ） 作家、科学者、起業家